# Ptychadena nana
Espèce
Statut de conservation UICN

 EN B1ab(iii) : En danger
Ptychadena nana est une espèce d'amphibiens de la famille des Ptychadenidae.

## Répartition
Cette espèce est endémique des hauts plateaux de l'Est de la vallée du Grand Rift au centre de l'Éthiopie. Elle se rencontre entre 2 000 et 3 000 m d'altitude dans les monts Arrussi et dans les Monts Balé.

## Publication originale
- Perret, 1980 : Sur quelques Ptychadena (Amphibia, Ranidae) d'Ethiopie. Monitore Zoologico Italiano. Nuova Serie, Supplemento, Firenze, vol. 13, p. 151-168.